# Amblyseiulella xizangensis
Amblyseiulella xizangensis är en spindeldjursart som först beskrevs av Wu 1997.  Amblyseiulella xizangensis ingår i släktet Amblyseiulella och familjen Phytoseiidae. Inga underarter finns listade i Catalogue of Life.